# Archiv ostdeutscher Familienforscher
Das Archiv ostdeutscher Familienforscher (oft zitiert in der Kurzform AOFF) ist ähnlich dem Deutschen Geschlechterbuch ein in Jahresbänden erscheinendes Sammelwerk, in dem Stammlisten, Ahnentafeln, Zufallsfunde und Quelleneditionen mit geographischem Bezug auf die historischen deutschen Siedlungsgebiete im Osten und Südosten von Europa abgedruckt werden. Es wird seit 1952 von der Arbeitsgemeinschaft ostdeutscher Familienforscher (AGoFF) herausgegeben.
Curt Liebich – der Initiator der AGoFF nach dem Zweiten Weltkrieg – begründete Neujahr 1952 die zunächst in dünnen Heften erscheinende Zeitschrift, die vor allem „die vielen kleinen handschriftlichen Aufzeichnungen“ (aus seinem Geleitwort) sammeln und im Druck für Nachwelt erhalten sollte. Das dafür von ihm entwickelte, platzsparende System Liebich für den Abdruck der Listen und Tafeln blieb viele Jahrzehnte in Gebrauch. 1964 gab er die Schriftleitung an Hans P. Jansen (bis 1990) ab. Unter dessen Führung stabilisierte sich die Herausgabe von sechs bis acht Heften im Jahr, von denen zumeist drei zu Bänden zusammengefasst und mit einem gedruckten Personen- und Ortsregister versehen wurden. Nachdem die Schriftleitung in den folgenden Jahren häufiger wechselte (Heike und Rolf Brachwitz, Oswald Frötschl, Norbert Bohrmann) wurde 2002 Peter Bahl mit der Position vertraut. Er stellte die Zeitschrift mit Band 18 (2010) auf Jahresbände um und öffnete sie für alternativere Darstellungsmethoden der komplexen Stammlisten- und Ahnentafeln.

## Register
Die Inhaltsverzeichnisse des AOFF sowie vollständige Namens- und Ortsregister seit Band 1 (1952) sind auf der Webseite des herausgebenden Vereins verfügbar. Ein gedrucktes Inhaltsverzeichnis, dass aber nur die Bände 1 und 2 (1952–1963) behandelt, erschien 1965 im Indexwerk Der Schlüssel (Band 5).